# Турпијасте шкољке
Турпијасте шкољке (Limidae) су једина породица шкољки реда Limoida.

## Карактеристике
Препознатљиве су по томе што имају више пипака који штрче између капака љуштуре. Капци су међусобно једнаки, средње до прилично велики и јајолико издужени.